# 2775 Odishaw
2775 Odishaw (1953 TX2) là một tiểu hành tinh vành đai chính được phát hiện ngày 14 tháng 10 năm 1953 bởi Đài thiên văn Goethe Link ở Brooklyn.